# Antiqua
Antiqua se denomina al conjunto de tipos de letra diseñados entre 1470 y 1600, específicamente aquellas de Nicolas Jenson y la Aldine romana encargada por Aldus Manutius y grabada por Francesco Griffo. La forma de letra Antiqua se modeló como síntesis entre las mayúsculas cuadradas romanas y la minúscula carolingia. También conocidas como «tipo veneciano» u ocasionalmente «viejo estilo», se diferenciaron del estilo moderno por la menor uniformidad de grosores de trazos y serifas inclinadas.
La alternativa en estilo alemán era la letra gótica, estilo en que las formas se cortan o fracturan. Durante los siglos XIX y XX hubo en Alemania una polémica sobre si los textos alemanes debían escribirse en antiqua o en la mejor desarrollada Fraktur. En 1911 el parlamento alemán rechazó un cambio oficial por solo tres votos: 85 a 82. Hitler invocó un cambio en 1934, pero no se aplicó hasta 1941, cuando un decretó prohibió el uso de letra gótica en favor de la tipografía antiqua.